# Пидгородецкий, Анатолий Николаевич
Анатолий Николаевич Пидгородецкий (укр. Анатолій Миколайович Підгородецький) — артист музыкального театра и кино, общественный деятель.

## Биография
Родился 29 апреля 1967 года в городе Абае, Карагандинская область, Казахская ССР.
Музыкальное образование получил в Карагандинском училище искусств им. Таттимбета, затем окончил ВГИК. На театральной сцене выступает с 1981 года, был самым молодым театральным артистом своего времени (воспитанник Игоря и Нины Войнаровских). Сценический дебют актера состоялся в Карагандинском академическом театре музыкальной комедии, в котором А.Пидгородецкий работал до 1988 года, был занят в спектаклях В. Григорьева, В. Гончаренко. С 1989 года — в Саратовском академическом театре оперы и балета.
С 2000 года солист Киевского национального академического театра оперетты. В спектаклях исполняет характерные и комические роли.

## Творчество
Актерский стиль А.Пидгородецкого отличается каскадной и буффонадно-эксцентричной окраской.
Среди самых ярких работ актера :
роли в оперетте:
- Карнеро («Цыганский барон» И. Штраус),
- Дежурный Фрош («Летучая мышь» И. Штраус),
- Пенижек-Куделька («Марица» И. Кальман),
- Принц («Золушка» А. Спадавеккиа),
- Король («Золушка» А. Спадавеккиа),
- Король («Обыкновенное чудо» Е.Шварц),
- Король («Приключения бременских музыкантов» Г. Гладков),
- Сыщик («Приключения бременских музыкантов» Г. Гладков)
- Болингброк («Стакан воды» А.Журбин),
- Де Бриош («Веселая вдова» Ф. Легар),
- Каскада («Веселая вдова» Ф. Легар),
- Негош («Веселая вдова» Ф. Легар),
- Россильон («Веселая вдова» Ф. Легар),
- Ронсдорф («Сильва» И. Кальман),
- Профессор Глинкин («Такое еврейское счастье» И. Поклад),
- Аптекарь Баландар (« Званный ужин с итальянцами» Ж. Оффенбах),
- Дьяк («Ночь перед Рождеством» И. Поклад),
- Калэнык («Майская ночь» Н. Лысенко),
- Тони Бонвиль («Принцесса цирка» И. Кальман),
- Пеликан («Принцесса цирка» И. Кальман),
- Фесько («Маруся Чурай» Лина Костенко),
- Дуремар («Приключения Буратино» А.Рыбников),
- Адвокат Блинд («Летучая мышь» И. Штраус),
- Доктор Ливси («Остров сокровищ» В. Быстряков),
- Виконт де Каскада («Веселая вдова» Ф. Легар),
- Советник посольства Кромон («Веселая вдова» Ф. Легар),
- Директор театра Жардье («Фиалка Монмартра» И. Кальман),
- Окрип Фесько («Маруся Чурай» Лина Костенко)
- Юссель, портной («Скрипач на крыше» Джерри Бок)

партии в опере:
- Герцог Мантуанский («Риголетто» Дж. Верди),
- Ленский («Евгений Онегин» П. И. Чайковский).

Снимается в кино со школьного возраста.
Член Национального Союза театральных деятелей Украины

## Награды
- Орден Трудового Красного Знамени
- Медаль «Защитнику Отчизны»
- Заслуженный артист РСФСР (1991)
- Грамота Верховной Рады Украины[2]
- Почётная Грамота Верховной Рады Украины[3]
- Почётная Грамота Верховного Совета ТАССР